# Meseritz (podobóz KL Auschwitz)
Meseritz – podobóz niemieckiego obozu koncentracyjnego Auschwitz-Birkenau zlokalizowany w Międzyrzeczach.
Brak dokumentów potwierdzających istnienie podobozu. Jego nazwa pojawiła się w dokumentach szpitalnych obozu Auschwitz I. W ciągu 6 tygodni przywieziono z niego 28 więźniów, spośród których 11 zmarło. Pierwszy raz w opracowaniach historycznych pojawił się w nr 26 „Zeszytów Oświęcimskich”. Wedle szczątkowych danych podobóz założono w październiku 1942 r. Więźniowie w liczbie około 100 pracowali przy wyrębie drzew, których drewna używano do spalania zwłok w ramach Akcji 1005. Wiadomo, że istniał w styczniu 1943 r., a w niedługim czasie został zlikwidowany.